# Apostolska nunciatura v Izraelu
Apostolska nunciatura v Izraelu je diplomatsko prestavništvo (veleposlaništvo) Svetega sedeža v Izraelu, ki ima sedež v Jafi.
Trenutni apostolski nuncij je Antonio Franco.

## Seznam apostolskih nuncijev
- Andrea Cordero Lanza di Montezemolo (19. januar 1994–7. marec 1998)
- Pietro Sambi (6. junij 1998–17. december 2005)
- Antonio Franco (21. januar 2006–danes)